# «Локомотив» (Новосибирск) в сезоне 2015/2016
 Волейбольный клуб «Локомотив» в сезоне 2015/2016 — статистика выступлений и деятельность клуба в Суперлиге чемпионата России по волейболу в сезоне 2015/16.

## Итоги прошедшего сезона (2014/2015)
По итогам сезона в Суперлиге команда заняла 5-е место. В розыгрыше кубка России волейболисты в финале уступили «Зениту» 0:3. В Лиге чемпионов команда дошла до четвертьфинала, где уступила польскому «Ресовии». 

## Хронология событий
- 15 июля 2015 г.  команда выходит из отпуска.
- 29 июля — 15 августа 2015 г.  команда проводит учебно-тренировочный сбор в Анапе.
- август 2015 г. На молодёжном чемпионате мира по волейболу (до 23 лет) в Дубае сборная России заняла первое место. В составе «золотой» команды выступали игроки дубля «Локомотива»: Роман Жось и Илья Петрушов.
- сентябрь 2015 г. На кубке Мира в Японии в составе сборной России выступали: Артем Вольвич, Александр Бутько, Ильяс Куркаев, Александр Янутов.
- сентябрь 2015 г.' На молодёжном чемпионате мира по волейболу (до 21 лет) в Мексике сборная России заняла первое место. В составе «золотой» команды выступали игроки дубля «Локомотива»: Роман Жось и Максим Белогорцев.
- октябрь 2015 г. На чемпионате Европы в составе сборной России выступали: Артем Вольвич и Сергей Савин.
- 16 октября 2015 г.  клуб ознакомил болельщиков с ценами на абонементы — 5 000 рублей.
- февраль 2016 г. Связующий Александр Бутько покинул команду, подписав контракт с казанским «Зенитом», также по обоюдному согласию расторгнут контракт с блокирующим Александром Абросимовым.
- 12 апреля 2016 г.  «Локомотив» завершил волейбольный сезон. Итоговый результат в чемпионате России сезона 2015/16 — 6-е место.
- 13 апреля 2016 г.  Главный тренер команды Андрей Воронков подал в отставку.
- 23 апреля 2016 г. По окончании сезона болельщики в ходе интернет-голосования на официальном сайте «Локомотива» выбрали лучшего игрока прошедшего сезона, им стал доигровщик Лукаш Дивиш, который набрал 48 очков, на втором месте блокирующий Артем Вольвич — 44 очка[1].

## Трансферная политика

### Пришли
| Поз.        | Игрок              | Прежний клуб      |
| ----------- | ------------------ | ----------------- |
| Доигровщик  | Сергей Савин       | «Нижний Новгород» |
| Блокирующий | Алексей Самойленко | «Факел»           |
| Блокирующий | Никола Ковачевич   | «Пари Волей»      |
| Либеро      | Александр Янутов   | «Нижний Новгород» |
| Связующий   | Максим Шульгин     | «Нижний Новгород» |

### Ушли
| Поз.        | Игрок             | Новый клуб                 |
| ----------- | ----------------- | -------------------------- |
| Блокирующий | Ильяс Куркаев*    | «Енисей»                   |
| Блокирующий | Дэвид Ли          |                            |
| Либеро      | Валерий Комаров*  | «Енисей»                   |
| Либеро      | Валентин Голубев* | «Енисей»                   |
| Доигровщик  | Ореол Камехо*     | «Хендэ Кэпитал Скайуокерс» |
| Доигровщик  | Николай Леоненко  | «Кузбасс»                  |
| Связующий   | Олег Самсонычев   | «Урал»                     |

* В аренду  

** Из аренды  

*** Покинул клуб на правах свободного агента 

## Чемпионат России

### 1 тур
| 7 ноября 2015 года отчёт 15:00 MSK | Нефтяник | 0 : 3 (18:25, 18:25, 24:26) | Локомотив | СК «Олимпийский», Оренбург |

| Отчёт                                                                              | Отчёт | Отчёт                                                                                         | Отчёт | Отчёт |
| ---------------------------------------------------------------------------------- | ----- | --------------------------------------------------------------------------------------------- | ----- | ----- |
|                                                                                    |       |                                                                                               |       |       |
|                                                                                    |       |                                                                                               |       |       |
|                                                                                    |       |                                                                                               |       |       |
| Поляков (8) Козлов (8) Иванов (8) Васильев (7) Игнатьев (3) Спичев (3) Анойкин (3) |       | Дивиш (17) Савин (13) Мороз (8) Вольвич (7) Бутько (4) Самойленко (3) Земченок (0) Янутов (л) |       |       |
|                                                                                    |       |                                                                                               |       |       |
|                                                                                    |       |                                                                                               |       |       |
|                                                                                    |       |                                                                                               |       |       |
|                                                                                    |       |                                                                                               |       |       |
|                                                                                    |       |                                                                                               |       |       |

Время матча - 1:20 (26+25+29).
Набранные очки - 60:76 (атака - 32:38, блок - 7:6, подача - 1:8, ошибки соперника - 20:24).

### 2 тур
| 11 ноября 2015 года отчёт 16:00 MSK | Локомотив | 3 : 0 (25:18, 25:23, 27:25) | Самотлор | СКК «Север», Новосибирск |

| Отчёт                                                                                          | Отчёт | Отчёт                                                                                          | Отчёт | Отчёт |
| ---------------------------------------------------------------------------------------------- | ----- | ---------------------------------------------------------------------------------------------- | ----- | ----- |
|                                                                                                |       |                                                                                                |       |       |
|                                                                                                |       |                                                                                                |       |       |
|                                                                                                |       |                                                                                                |       |       |
| Дивиш (16) Вольвич (11) Савин (11) Земченок (9) Самойленко (7) Мороз (6) Бутько (5) Янутов (л) |       | Фоменко (14) Бекетов (8) Бабков (7) Куликов (7) Рохин (2) Евтюхин (2) Хандролин (1) Крикун (1) |       |       |
|                                                                                                |       |                                                                                                |       |       |
|                                                                                                |       |                                                                                                |       |       |
|                                                                                                |       |                                                                                                |       |       |
|                                                                                                |       |                                                                                                |       |       |
|                                                                                                |       |                                                                                                |       |       |

Время матча - 1:33 (27+31+35).
Набранные очки - 77:66 (атака - 45:35, блок - 15:6, подача - 5:1, ошибки соперника - 12:24).

### 3 тур
| 14 ноября 2015 года отчёт 14:00 MSK | Локомотив | 3 : 2 (25:21, 24:26, 25:27, 25:22, 15:12) | Урал | СКК «Север», Новосибирск |

| Отчёт | Отчёт | Отчёт                                                                                              | Отчёт | Отчёт |
| --- | ----- | -------------------------------------------------------------------------------------------------- | ----- | ----- |
| |       | |       |       |
| |       | |       |       |
| |       | |       |       |
| Мороз (27) Савин (24) Дивиш (13) Самойленко (10) Вольвич (9) Бутько (5) Земченок (1) Ковачевич (0) Янутов (л) Петрушов (л) |       | Максимов (19) Куцмус (16) Волков (10) Кузнецов (9) Ковалев (7) Калинин (7) Бурцев (5) Червяков (1) |       |       |
| |       | |       |       |
| |       | |       |       |
| |       | |       |       |
| |       | |       |       |
| |       | |       |       |

Время матча - 2:26 (31+29+36+30+20).
Набранные очки - 114:108 (атака - 59:59, блок - 18:10, подача - 12:5, ошибки соперника - 25:34).

### 4 тур
| 21 ноября 2015 года отчёт 14:00 MSK | Локомотив | 3 : 1 (23:25, 25:23, 25:14, 25:23) | НОВА | СКК «Север», Новосибирск |

| Отчёт | Отчёт | Отчёт                                                                                            | Отчёт | Отчёт |
| --- | ----- | ------------------------------------------------------------------------------------------------ | ----- | ----- |
| |       |                                                                                                  |       |       |
| |       |                                                                                                  |       |       |
| |       |                                                                                                  |       |       |
| Ковачевич (16) Дивиш (15) Мороз (15) Самойленко (10) Вольвич (9) Шульгин (4) Земченок (0) Бутько (0) Еремин (0) Янутов (л) |       | Якимов (18) Леонтьев (15) Довгань (10) Макаренко (9) Съемщиков (5) Стрильчук (3) Подребинкин (1) |       |       |
| |       |                                                                                                  |       |       |
| |       |                                                                                                  |       |       |
| |       |                                                                                                  |       |       |
| |       |                                                                                                  |       |       |
| |       |                                                                                                  |       |       |

Время матча - 2:02 (34+33+24+31).
Набранные очки - 98:85 (атака - 53:48, блок - 12:7, подача - 4:6, ошибки соперника - 29:24).

### 5 тур
| 5 декабря 2015 года отчёт 14:00 MSK | Локомотив | 0 : 3 (22:25, 20:25, 24:26) | Зенит | СКК «Север», Новосибирск |

| Отчёт | Отчёт | Отчёт                                                                  | Отчёт | Отчёт |
| --- | ----- | ---------------------------------------------------------------------- | ----- | ----- |
| |       |                                                                        |       |       |
| |       |                                                                        |       |       |
| |       |                                                                        |       |       |
| Земченок (17) Ковачевич (8) Дивиш (6) Вольвич (5) Баннов (3) Самойленко (3) Еремин (3) Бутько (2) Абросимов (1) Шульгин (0) Петрушов (л) Янутов (л) |       | Леон (23) Михайлов (11) Андерсон (11) Гуцалюк (6) Кобзарь (4) Ащев (3) |       |       |
| |       |                                                                        |       |       |
| |       |                                                                        |       |       |
| |       |                                                                        |       |       |
| |       |                                                                        |       |       |
| |       |                                                                        |       |       |

Время матча - 1:27 (29+26+32).
Набранные очки - 66:76 (атака - 36:39, блок - 7:5, подача - 5:14, ошибки соперника - 18:18

### 6 тур
| 9 декабря 2015 года отчёт 19:00 MSK | Белогорье | 3 : 0 (25:19, 25:21, 25:17) | Локомотив | Дворец спорта «Космос», Белгород |

| Отчёт                                                                       | Отчёт | Отчёт | Отчёт | Отчёт |
| --------------------------------------------------------------------------- | ----- | --- | ----- | ----- |
|                                                                             |       | |       |       |
|                                                                             |       | |       |       |
|                                                                             |       | |       |       |
| Данилов (15) Мусэрский (13) Ивович (11) Смоляр (9) Тетюхин (7) Антипкин (5) |       | Земченок (12) Ковачевич (9) Дивиш (8) Вольвич (4) Шульгин (3) Абросимов (2) Бутько (1) Еремин (0) Янутов (л) |       |       |
|                                                                             |       | |       |       |
|                                                                             |       | |       |       |
|                                                                             |       | |       |       |
|                                                                             |       | |       |       |
|                                                                             |       | |       |       |

Время матча - 1:18 (28+25+25).
Набранные очки - 75:57 (атака - 43:35, блок - 7:3, подача - 10:1, ошибки соперника - 15:18

### 7 тур
| 20 декабря 2015 года отчёт 14:00 MSK | Локомотив | 1 : 3 (25:20, 18:25, 25:28, 19:25) | Динамо (М) | СКК «Север», Новосибирск |

| Отчёт | Отчёт | Отчёт | Отчёт | Отчёт |
| --- | ----- | --- | ----- | ----- |
| |       | |       |       |
| |       | |       |       |
| |       | |       |       |
| Вольвич (14) Ковачевич (10) Земченок (9) Дивиш (9) Самойленко (8) Шульгин (4) Баннов (0) Бутько (0) Янутов (л) |       | Зайцев (22) Маркин (14) Бережко (10) Круглов (9) Щербинин (7) Филиппов (7) Панков (5) Гранкин (3) Холт (2) Болдырев (1) |       |       |
| |       | |       |       |
| |       | |       |       |
| |       | |       |       |
| |       | |       |       |
| |       | |       |       |

Время матча - 1:58 (26+28+35+29).
Набранные очки - 88:98 (атака - 43:56, блок - 13:15, подача - 5:3, ошибки соперника - 27:24

### 8 тур
| 13 января 2016 года отчёт 17:00 MSK | Газпром-Югра | 3 : 1 (16:25, 25:15, 35:33, 25:15) | Локомотив | «Премьер-Арена», Сургут |

| Отчёт                                                                                               | Отчёт | Отчёт | Отчёт | Отчёт |
| --------------------------------------------------------------------------------------------------- | ----- | --- | ----- | ----- |
| |       | |       |       |
| |       | |       |       |
| |       | |       |       |
| Бакун (28) Родичев (15) Ерещенко (12) Апаликов (8) Брджович (8) Сафонов (4) Аскеров (2) Семышев (1) |       | Дивиш (15) Земченок (13) Вольвич (12) Ковачевич (11) Самойленко (4) Баннов (2) Лукьяненко (1) Еремин (1) Шульгин (0) Абросимов (0) Янутов (л) Петрушов (л) |       |       |
| |       | |       |       |
| |       | |       |       |
| |       | |       |       |
| |       | |       |       |
| |       | |       |       |

Время матча - 1:52 (23+23+41+25).
Набранные очки - 101:88 (атака - 59:43, блок - 13:10, подача - 6:6, ошибки соперника - 23:29

### 9 тур
| 16 января 2016 года отчёт 14:00 MSK | Локомотив | 3 : 0 (25:16, 25:23, 25:21) | Енисей | СКК «Север», Новосибирск |

| Отчёт | Отчёт | Отчёт                                                                                             | Отчёт | Отчёт |
| --- | ----- | ------------------------------------------------------------------------------------------------- | ----- | ----- |
| |       |                                                                                                   |       |       |
| |       |                                                                                                   |       |       |
| |       |                                                                                                   |       |       |
| Земченок (16) Вольвич (12) Дивиш (10) Самойленко (5) Ковачевич (3) Еремин (3) Баннов (2) Лукьяненко (1) Шульгин (0) Янутов (л) |       | Мочалов (11) Дубровин (9) Безруких (5) Воронков (5) Куркаев (5) Мысин (4) Силтала (1) Панычев (1) |       |       |
| |       |                                                                                                   |       |       |
| |       |                                                                                                   |       |       |
| |       |                                                                                                   |       |       |
| |       |                                                                                                   |       |       |
| |       |                                                                                                   |       |       |

Время матча - 1:25 (23+31+31).
Набранные очки - 75:60 (атака - 39:35, блок - 9:4, подача - 4:2, ошибки соперника - 23:19)

### 10 тур
| 23 января 2016 года отчёт 16:00 MSK | Факел | 3 : 0 (25:19, 25:19, 25:23) | Локомотив | КСЦ «Газодобытчик», Новый Уренгой |

| Отчёт                                                                          | Отчёт | Отчёт | Отчёт | Отчёт |
| ------------------------------------------------------------------------------ | ----- | --- | ----- | ----- |
|                                                                                |       | |       |       |
|                                                                                |       | |       |       |
|                                                                                |       | |       |       |
| Волков (15) Тюрин (14) Клюка (12) Лихошерстов (10) Яковлев (5) Колодинский (1) |       | Дивиш (8) Земченок (7) Вольвич (7) Савин (6) Самойленко (4) Ковачевич (4) Еремин (2) Абаев (1) Баннов (2) Петрушов (л) Янутов (л) |       |       |
|                                                                                |       | |       |       |
|                                                                                |       | |       |       |
|                                                                                |       | |       |       |
|                                                                                |       | |       |       |
|                                                                                |       | |       |       |

Время матча - 1:26 (25+31+30).
Набранные очки - 75:61 (атака - 41:29, блок - 8:7, подача - 8:3, ошибки соперника - 18:22)

### 11 тур
| 30 января 2016 года отчёт 17:00 MSK | Нижний Новгород | 0 : 3 (23:25, 23:25, 22:25) | Локомотив | СК «Заречье», Нижний Новгород |

| Отчёт                                                                                         | Отчёт | Отчёт | Отчёт | Отчёт |
| --------------------------------------------------------------------------------------------- | ----- | --- | ----- | ----- |
|                                                                                               |       | |       |       |
|                                                                                               |       | |       |       |
|                                                                                               |       | |       |       |
| Титич (12) Тимофеев (11) Никоненко (8) Крицкий (7) Колесник (5) Новгородов (5) Хабибуллин (3) |       | Дивиш (15) Савин (14) Вольвич (13) Земченок (8) Белогорцев (4) Самойленко (3) Лукьяненко (2) Еремин (2) Баннов (1) Абаев (0) Янутов (л) |       |       |
|                                                                                               |       | |       |       |
|                                                                                               |       | |       |       |
|                                                                                               |       | |       |       |
|                                                                                               |       | |       |       |
|                                                                                               |       | |       |       |

Время матча - 1:27 (28+30+29).
Набранные очки - 68:75 (атака - 36:43, блок - 8:9, подача - 7:10, ошибки соперника - 17:13)

### 12 тур
| 3 февраля 2016 года отчёт 16:00 MSK | Локомотив | 3 : 0 (25:14, 25:22, 26:24) | Кузбасс | СКК «Север», Новосибирск |

| Отчёт | Отчёт | Отчёт                                                                                               | Отчёт | Отчёт |
| --- | ----- | --------------------------------------------------------------------------------------------------- | ----- | ----- |
| |       | |       |       |
| |       | |       |       |
| |       | |       |       |
| Савин (16) Дивиш (14) Самойленко (9) Вольвич (8) Земченок (6) Лукьяненко (4) Баннов (0) Еремин (0) Янутов (л) |       | Жигалов (10) Шпилев (7) Никитин (7) Щербаков (6) Шкулявичус (5) Карпухов (4) Кривец (3) Макаров (1) |       |       |
| |       | |       |       |
| |       | |       |       |
| |       | |       |       |
| |       | |       |       |
| |       | |       |       |

Время матча - 1:23 (24+28+31).
Набранные очки - 76:60 (атака - 45:35, блок - 7:6, подача - 5:2, ошибки соперника - 19:17)

### 13 тур
| 6 февраля 2016 года отчёт 17:00MSK | Динамо (Кр) | 0 : 3 (23:25, 16:25, 17:25) | Локомотив | Дворец спорта «Олимп», Краснодар |

| Отчёт                                                                                       | Отчёт | Отчёт                                                                                               | Отчёт | Отчёт |
| ------------------------------------------------------------------------------------------- | ----- | --------------------------------------------------------------------------------------------------- | ----- | ----- |
|                                                                                             |       | |       |       |
|                                                                                             |       | |       |       |
|                                                                                             |       | |       |       |
| Центалович (12) Мельник (11) Полтавский (8) Сычев (3) Жлоба (2) Бестужев (1) Афиногенов (1) |       | Вольвич (13) Савин (11) Дивиш (11) Земченок (9) Самойленко (7) Лукьяненко (5) Еремин (0) Янутов (л) |       |       |
|                                                                                             |       | |       |       |
|                                                                                             |       | |       |       |
|                                                                                             |       | |       |       |
|                                                                                             |       | |       |       |
|                                                                                             |       | |       |       |

Время матча - 1:21 (29+26+26).
Набранные очки - 56:75 (атака - 30:36, блок - 4:9, подача - 4:11, ошибки соперника - 18:19)

### 14 тур
| 10 февраля 2016 года отчёт 16:00 MSK | Локомотив | 3 : 1 (20:25, 25:19, 25:17, 25:15) | Динамо (Кр) | СКК «Север», Новосибирск |

| Отчёт | Отчёт | Отчёт                                                                                                 | Отчёт | Отчёт |
| --- | ----- | --- | ----- | ----- |
| |       | |       |       |
| |       | |       |       |
| |       | |       |       |
| Дивиш (16) Самойленко (12) Земченок (11) Еремин (11) Вольвич (10) Лукьяненко (2) Савин (0) Белогорцев (0) Баннов (0) Абаев (0) Янутов (л) |       | Центалович (18) Полтавский (9) Мельник (7) Козлов (6) Бестужев (5) Жлоба (4) Сычев (4) Афиногенов (3) |       |       |
| |       | |       |       |
| |       | |       |       |
| |       | |       |       |
| |       | |       |       |
| |       | |       |       |

Время матча - 1:42 (27+27+25+22).
Набранные очки - 95:76 (атака - 46:50, блок - 11:4, подача - 5:2, ошибки соперника - 33:20

### 15 тур
| 14 февраля 2016 года отчёт 13:00 MSK | Кузбасс | 3 : 1 (23:25, 25:22, 29:27, 25:23) | Локомотив | СК «Горняк», Кемерово |

| Отчёт                                                                                                 | Отчёт | Отчёт | Отчёт | Отчёт |
| --- | ----- | --- | ----- | ----- |
| |       | |       |       |
| |       | |       |       |
| |       | |       |       |
| Шкулявичус (25) Шпилев (16) Карпухов (12) Щербаков (5) Никитин (2) Тавасиев (2) Шестак (2) Кривец (1) |       | Дивиш (26) Вольвич (17) Ковачевич (11) Самойленко (10) Земченок (9) Еремин (3) Баннов (0) Лукьяненко (0) Янутов (л) |       |       |
| |       | |       |       |
| |       | |       |       |
| |       | |       |       |
| |       | |       |       |
| |       | |       |       |

Время матча - 1:59 (27+27+35+30).
Набранные очки - 102:97 (атака - 51:59, блок - 5:11, подача - 9:6, ошибки соперника - 37:21

### 16 тур
| 20 февраля 2016 года отчёт 16:00 MSK | Локомотив | 3 : 1 (22:25, 25:13, 25:18, 25:12) | Нижний Новгород | СКК «Север», Новосибирск |

| Отчёт | Отчёт | Отчёт | Отчёт | Отчёт |
| --- | ----- | --- | ----- | ----- |
| |       | |       |       |
| |       | |       |       |
| |       | |       |       |
| Земченок (16) Ковачевич (15) Вольвич (14) Еремин (12) Белогорцев (4) Дивиш (3) Самойленко (3) Баннов (1) Лукьяненко (1) Шульгин (0) Янутов (л) Петрушов (л) |       | Титич (14) Тимофеев (9) Крицкий (8) Никоненко (5) Мухтаров (3) Хабибуллин (2) Новгородов (1) Тряпкин (1) |       |       |
| |       | |       |       |
| |       | |       |       |
| |       | |       |       |
| |       | |       |       |
| |       | |       |       |

Время матча - 1:38 (29+23+24+22).
Набранные очки - 97:68 (атака - 42:38, блок - 14:5, подача - 11:0, ошибки соперника - 28:25)

### 17 тур
| 24 февраля 2016 года отчёт 16:00 MSK | Локомотив | 3 : 0 (25:22, 25:19, 25:21) | Факел | СКК «Север», Новосибирск |

| Отчёт                                                                                               | Отчёт | Отчёт                                                                                          | Отчёт | Отчёт |
| --------------------------------------------------------------------------------------------------- | ----- | ---------------------------------------------------------------------------------------------- | ----- | ----- |
| |       |                                                                                                |       |       |
| |       |                                                                                                |       |       |
| |       |                                                                                                |       |       |
| Дивиш (20) Земченок (14) Савин (11) Вольвич (6) Самойленко (3) Баннов (1) Лукьяненко (1) Янутов (л) |       | Волков (14) Власов (8) Клюка (8) Тюрин (5) Яковлев (3) Колодинский (2) Безруков (1) Богдан (1) |       |       |
| |       |                                                                                                |       |       |
| |       |                                                                                                |       |       |
| |       |                                                                                                |       |       |
| |       |                                                                                                |       |       |
| |       |                                                                                                |       |       |

Время матча - 1:26 (27+30+29).
Набранные очки - 75:62 (атака - 42:35, блок - 4:5, подача - 10:2, ошибки соперника - 19:20)

### 18 тур
| 27 февраля 2016 года отчёт 19:00 MSK | Зенит | 3 : 0 (25:20, 25:23, 25:13) | Локомотив | Центр волейбола «Санкт-Петербург», Казань |

| Отчёт                                                                               | Отчёт | Отчёт | Отчёт | Отчёт |
| ----------------------------------------------------------------------------------- | ----- | --- | ----- | ----- |
|                                                                                     |       | |       |       |
|                                                                                     |       | |       |       |
|                                                                                     |       | |       |       |
| Леон (19) Михайлов (11) Гуцалюк (6) Бутько (5) Ащев (4) Полетаев (3) Спиридонов (1) |       | Земченок (9) Вольвич (8) Дивиш (7) Самойленко (5) Ковачевич (3) Еремин (3) Савин (2) Лукьяненко (1) Баннов (0) Шульгин (0) Янутов (л) |       |       |
|                                                                                     |       | |       |       |
|                                                                                     |       | |       |       |
|                                                                                     |       | |       |       |
|                                                                                     |       | |       |       |
|                                                                                     |       | |       |       |

Время матча - 1:16 (26+27+23).
Набранные очки - 75:56 (атака - 39:25, блок - 9:7, подача - 10:6, ошибки соперника - 17:18)

### 19 тур
| 5 марта 2016 года отчёт 16:00 MSK | Локомотив | 3 : 2 (25:23, 18:25, 23:25, 25:18, 15:12) | Газпром-Югра | СКК «Север», Новосибирск |

| Отчёт | Отчёт | Отчёт                                                                          | Отчёт | Отчёт |
| --- | ----- | ------------------------------------------------------------------------------ | ----- | ----- |
| |       |                                                                                |       |       |
| |       |                                                                                |       |       |
| |       |                                                                                |       |       |
| Дивиш (19) Вольвич (14) Савин (13) Самойленко (12) Земченок (11) Лукьяненко (4) Баннов (1) Ковачевич (0) Шульгин (0) Еремин (0) Янутов (л) |       | Бакун (28) Ерещенко (22) Родичев (16) Брджович (5) Апаликов (3) Асташенков (3) |       |       |
| |       |                                                                                |       |       |
| |       |                                                                                |       |       |
| |       |                                                                                |       |       |
| |       |                                                                                |       |       |
| |       |                                                                                |       |       |

Время матча - 2:09 (28+26+29+28+18).
Набранные очки - 106:103 (атака - 57:60, блок - 6:9, подача - 11:8, ошибки соперника - 32:26)

### 20 тур
| 9 марта 2016 года отчёт 19:00 MSK | Динамо (М) | 3 : 0 (25:15, 25:17, 27:25) | Локомотив | ДС «Динамо», Москва |

| Отчёт                                                                  | Отчёт | Отчёт | Отчёт | Отчёт |
| ---------------------------------------------------------------------- | ----- | --- | ----- | ----- |
|                                                                        |       | |       |       |
|                                                                        |       | |       |       |
|                                                                        |       | |       |       |
| Зайцев (16) Бережко (11) Бирюков (9) Щербинин (7) Холт (7) Гранкин (1) |       | Савин (13) Дивиш (7) Вольвич (3) Самойленко (3) Земченок (3) Баннов (2) Лукьяненко (1) Шульгин (1) Еремин (1) Петрушов (л) Янутов (л) |       |       |
|                                                                        |       | |       |       |
|                                                                        |       | |       |       |
|                                                                        |       | |       |       |
|                                                                        |       | |       |       |
|                                                                        |       | |       |       |

Время матча - 1:17 (23+23+31).
Набранные очки - 77:57 (атака - 38:24, блок - 8:6, подача - 5:4, ошибки соперника - 26:23)

### 21 тур
| 12 марта 2016 года отчёт 16:00 MSK | Локомотив | 1 : 3 (25:18, 20:25, 17:25, 23:25) | Белогорье | СКК «Север», Новосибирск |

| Отчёт | Отчёт | Отчёт                                                                                             | Отчёт | Отчёт |
| --- | ----- | ------------------------------------------------------------------------------------------------- | ----- | ----- |
| |       |                                                                                                   |       |       |
| |       |                                                                                                   |       |       |
| |       |                                                                                                   |       |       |
| Земченок (13) Савин (9) Дивиш (9) Вольвич (9) Самойленко (6) Лукьяненко (3) Еремин (1) Баннов (0) Шульгин (0) Янутов (л) |       | Ивович (18) Данилов (13) Тетюхин (11) Мусэрский (10) Смоляр (5) Антипкин (1) Косарев (1) Хтей (1) |       |       |
| |       |                                                                                                   |       |       |
| |       |                                                                                                   |       |       |
| |       |                                                                                                   |       |       |
| |       |                                                                                                   |       |       |
| |       |                                                                                                   |       |       |

Время матча - 1:54 (25+31+27+31).
Набранные очки - 85:93 (атака - 37:45, блок - 7:4, подача - 6:11, ошибки соперника - 35:33)

### 22 тур
| 23 марта 2016 года отчёт 15:00 MSK | Енисей | 3 : 1 (19:25, 25:20, 25:14, 26:24) | Локомотив | Дом спорта им. Михаила Дворкина, Красноярск |

| Отчёт                                                                                 | Отчёт | Отчёт | Отчёт | Отчёт |
| ------------------------------------------------------------------------------------- | ----- | --- | ----- | ----- |
|                                                                                       |       | |       |       |
|                                                                                       |       | |       |       |
|                                                                                       |       | |       |       |
| Воронков (20) Мочалов (17) Комаров (12) Куркаев (8) Безруких (6) Зубков (6) Мысин (1) |       | Земченок (15) Савин (12) Дивиш (12) Вольвич (11) Самойленко (6) Баннов (2) Лукьяненко (1) Шульгин (0) Еремин (0) Янутов (л) Петрушов (л) |       |       |
|                                                                                       |       | |       |       |
|                                                                                       |       | |       |       |
|                                                                                       |       | |       |       |
|                                                                                       |       | |       |       |
|                                                                                       |       | |       |       |

Время матча - 2:00 (26+29+28+37).
Набранные очки - 95:83 (атака - 46:41, блок - 12:13, подача - 12:5, ошибки соперника - 25:24)

### 23 тур
| 26 марта 2016 года отчёт 16:00 MSK | НОВА | 2 : 3 (25:16, 27:25, 20:25, 22:25, 10:15) | Локомотив | ФОК «Октан», Новокуйбышевск |

| Отчёт | Отчёт | Отчёт | Отчёт | Отчёт |
| --- | ----- | --- | ----- | ----- |
| |       | |       |       |
| |       | |       |       |
| |       | |       |       |
| Леонтьев (19) Макаренко (18) Бусел (11) Кургузов (9) Евсеев (8) Съемщиков (6) Стрильчук (5) Свентицкис (1) |       | Земченок (18) Вольвич (16) Дивиш (13) Самойленко (10) Еремин (8) Шульгин (5) Савин (3) Баннов (1) Лукьяненко (0) Янутов (л) Петрушов (л) |       |       |
| |       | |       |       |
| |       | |       |       |
| |       | |       |       |
| |       | |       |       |
| |       | |       |       |

Время матча - 2:22 (27+36+28+33+18).
Набранные очки - 104:106 (атака - 56:55, блок - 14:14, подача - 7:5, ошибки соперника - 27:32)

### 24 тур
| 6 апреля 2016 года отчёт 16:30 MSK | Урал | 1 : 3 (20:25, 25:23, 23:25, 24:26) | Локомотив | СДК «Динамо», Уфа |

| Отчёт | Отчёт | Отчёт                                                                                              | Отчёт | Отчёт |
| --- | ----- | -------------------------------------------------------------------------------------------------- | ----- | ----- |
| |       | |       |       |
| |       | |       |       |
| |       | |       |       |
| Куцмус (15) Феоктистов (14) Кимеров (12) Алексеев (8) Ковалев (6) Волков (6) Кузнецов (4) Бурцев (3) Червяков (1) |       | Земченок (20) Дивиш (18) Вольвич (12) Самойленко (12) Савин (10) Еремин (2) Шульгин (1) Янутов (л) |       |       |
| |       | |       |       |
| |       | |       |       |
| |       | |       |       |
| |       | |       |       |
| |       | |       |       |

Время матча - 2:08 (26+34+33+35).
Набранные очки - 92:99 (атака - 47:53, блок - 10:15, подача - 12:6, ошибки соперника - 23:24)

### 25 тур
| 9 апреля 2016 года отчёт 16:00MSK | Самотлор | 3 : 2 (25:22, 16:25, 25:20, 22:25, 15:11) | Локомотив | Зал международных встреч, Нижневартовск |

| Отчёт                                                                                            | Отчёт | Отчёт | Отчёт | Отчёт |
| ------------------------------------------------------------------------------------------------ | ----- | --- | ----- | ----- |
|                                                                                                  |       | |       |       |
|                                                                                                  |       | |       |       |
|                                                                                                  |       | |       |       |
| Бабков (25) Фоменко (19) Крикун (17) Рохин (9) Евтюхин (7) Куликов (4) Хандролин (3) Пархута (1) |       | Савин (16) Вольвич (11) Самойленко (9) Земченок (8) Дивиш (7) Шульгин (3) Еремин (2) Ковачевич (2) Баннов (0) Янутов (л) |       |       |
|                                                                                                  |       | |       |       |
|                                                                                                  |       | |       |       |
|                                                                                                  |       | |       |       |
|                                                                                                  |       | |       |       |
|                                                                                                  |       | |       |       |

Время матча - 2:06 (28+25+28+28+17).
Набранные очки - 103:103 (атака - 71:40, блок - 8:10, подача - 6:8, ошибки соперника - 18:45)

### 26 тур
| 12 апреля 2016 года отчёт 16:00MSK | Локомотив | 3 : 0 (25:17, 25:13, 25:20) | Нефтяник | СКК «Север», Новосибирск |

| Отчёт                                                                                | Отчёт | Отчёт                                                                                       | Отчёт | Отчёт |
| ------------------------------------------------------------------------------------ | ----- | ------------------------------------------------------------------------------------------- | ----- | ----- |
|                                                                                      |       |                                                                                             |       |       |
|                                                                                      |       |                                                                                             |       |       |
|                                                                                      |       |                                                                                             |       |       |
| Савин (14) Дивиш (13) Самойленко (9) Земченок (7) Вольвич (5) Шульгин (3) Янутов (л) |       | Васильев (9) Иванов (7) Бардок (6) Козлов (4) Поляков (2) Климов (2) Спичев (1) Анойкин (1) |       |       |
|                                                                                      |       |                                                                                             |       |       |
|                                                                                      |       |                                                                                             |       |       |
|                                                                                      |       |                                                                                             |       |       |
|                                                                                      |       |                                                                                             |       |       |
|                                                                                      |       |                                                                                             |       |       |

Время матча - 1:17 (25+24+28).
Набранные очки - 75:50 (атака - 34:26, блок - 10:2, подача - 7:4, ошибки соперника - 24:18)

#### Движение команды по турам
| 1 |

| 2 |

| 3 |

| 1 |

| 4 |

| 5 |

| 9 |

| 9 |

| 6 |

| 6 |

| 6 |

| 6 |

| 6 |

| 6 |

| 7 |

| 6 |

| 6 |

| 6 |

| 6 |

| 6 |

| 6 |

| 7 |

| 7 |

| 6 |

| 6 |

| 6 |

| Суперлига | Место в таблице |

| Суперлига | Место в таблице |

### Турнирная таблица
|                                     | И  | В  | П  | 3:0 | 3:1 | 3:2 | 2:3 | 1:3 | 0:3 | С/П   | О  |
| ----------------------------------- | -- | -- | -- | --- | --- | --- | --- | --- | --- | ----- | -- |
| 1. «Зенит» (Казань)                 | 26 | 25 | 1  | 18  | 5   | 2   | 1   | 0   | 0   | 77:12 | 74 |
| 2. «Динамо» (Москва)                | 26 | 19 | 7  | 9   | 6   | 4   | 6   | 1   | 0   | 70:35 | 59 |
| 3. «Белогорье» (Белгород)           | 26 | 19 | 7  | 10  | 6   | 3   | 1   | 2   | 4   | 61:33 | 55 |
| 4. «Газпром-Югра» (Сургут)          | 26 | 17 | 9  | 7   | 6   | 4   | 4   | 1   | 4   | 60:41 | 51 |
| 5. «Факел» (Новый Уренгой)          | 26 | 17 | 9  | 7   | 5   | 5   | 3   | 2   | 4   | 59:42 | 49 |
| 6. «Локомотив» (Новосибирск)        | 26 | 15 | 11 | 8   | 4   | 3   | 1   | 5   | 5   | 52:43 | 43 |
| 7. «Енисей» (Красноярск)            | 26 | 14 | 12 | 7   | 3   | 4   | 3   | 3   | 6   | 51:47 | 41 |
| 8. «Кузбасс» (Кемерово)             | 26 | 13 | 13 | 2   | 6   | 5   | 4   | 6   | 3   | 53:55 | 38 |
| 9. «Урал» (Уфа)                     | 26 | 9  | 17 | 5   | 2   | 2   | 7   | 6   | 4   | 47:57 | 32 |
| 10. «Югра-Самотлор» (Нижневартовск) | 26 | 9  | 17 | 3   | 3   | 3   | 3   | 3   | 11  | 36:60 | 27 |
| 11. НОВА (Новокуйбышевск)           | 26 | 9  | 17 | 3   | 2   | 4   | 2   | 7   | 8   | 38:61 | 25 |
| 12. «Нефтяник» (Оренбург)           | 26 | 8  | 18 | 0   | 4   | 4   | 1   | 6   | 11  | 32:66 | 21 |
| 13. «Динамо» (Краснодар)            | 26 | 6  | 20 | 2   | 4   | 0   | 1   | 10  | 9   | 30:64 | 19 |
| 14. «Нижний Новгород»               | 26 | 2  | 24 | 1   | 1   | 0   | 6   | 5   | 13  | 23:73 | 12 |

## Кубок России

### Предварительный этап
| 26 ноября 2015 года отчёт 16:00 MSK | Локомотив | 3 : 0 (25:21, 25:20, 25:17) | Урал | СКК «Север», Новосибирск Зрителей: 1000 |

| Отчёт                                                                                  | Отчёт | Отчёт | Отчёт | Отчёт |
| -------------------------------------------------------------------------------------- | ----- | --- | ----- | ----- |
|                                                                                        |       | |       |       |
|                                                                                        |       | |       |       |
|                                                                                        |       | |       |       |
| Ковачевич (16) Вольвич (12) Мороз (11) Дивиш (11) Самойленко (2) Бутько (2) Янутов (л) |       | Куцмус (9) Кимеров (5) Червяков (5) Калинин (4) Максимов (4) Бурцев (4) Феоктистов (4) Волков (3) Кузнецов (3) |       |       |
|                                                                                        |       | |       |       |
|                                                                                        |       | |       |       |
|                                                                                        |       | |       |       |
|                                                                                        |       | |       |       |
|                                                                                        |       | |       |       |

Время матча - 1:17 (27+26+24).
Набранные очки - 75:58 (атака - 40:36, блок - 8:4, подача - 6:1, ошибки соперника - 21:17).
| 27 октября 2015 года отчёт 16:00MSK | Локомотив | 0 : 3 (34:36, 21:25, 23:25) | Газпром-Югра | СКК «Север», Новосибирск Зрителей: 1000 |

| Отчёт | Отчёт | Отчёт                                                        | Отчёт | Отчёт |
| --- | ----- | ------------------------------------------------------------ | ----- | ----- |
| |       |                                                              |       |       |
| |       |                                                              |       |       |
| |       |                                                              |       |       |
| Дивиш (12) Ковачевич (10) Мороз (9) Вольвич (9) Земченок (5) Самойленко (4) Ерёмин (1) Бутько (1) Шульгин (0) Петрушов (л) Янутов (л) |       | Бакун (25) Родичев (13) Апаликов (9) Сафонов (7) Ильиных (6) |       |       |
| |       |                                                              |       |       |
| |       |                                                              |       |       |
| |       |                                                              |       |       |
| |       |                                                              |       |       |
| |       |                                                              |       |       |

Время матча - 1:37 (40+27+30).
Набранные очки - 78:86 (атака - 41:45, блок - 5:8, подача - 5:7, ошибки соперника - 27:26).
| 28 ноября 2015 года отчёт 16:00 MSK | Локомотив | 3 : 1 (25:18, 20:25, 25:23, 25:22) | НОВА | СКК «Север», Новосибирск |

| Отчёт | Отчёт | Отчёт                                                                                              | Отчёт | Отчёт |
| --- | ----- | -------------------------------------------------------------------------------------------------- | ----- | ----- |
| |       | |       |       |
| |       | |       |       |
| |       | |       |       |
| Мороз (18) Дивиш (17) Вольвич (13) Ковачевич (12) Самойленко (4) Земченок (1) Бутько (1) Абросимов (1) Еремин (0) Янутов (л) |       | Леонтьев (16) Макаренко (16) Довгань (13) Съемщиков (10) Пархута (3) Стрильчук (3) Подребинкин (3) |       |       |
| |       | |       |       |
| |       | |       |       |
| |       | |       |       |
| |       | |       |       |
| |       | |       |       |

Время матча - 1:51 (24+29+29+29).
Набранные очки - 95:88 (атака - 50:46, блок - 12:11, подача - 5:5, ошибки соперника - 28:26).
|                              | В (3:2) | П (2:3) | С/П | О |
| ---------------------------- | ------- | ------- | --- | - |
| 1. «Локомотив» (Новосибирск) | 2 (0)   | 1 (0)   | 6:4 | 6 |
| 2. «Газпром-Югра» (Сургут)   | 2 (1)   | 1 (0)   | 7:5 | 5 |
| 3. «Урал» (Уфа)              | 1 (0)   | 2 (1)   | 5:6 | 4 |
| 4. НОВА (Новокуйбышевск)     | 1 (0)   | 2 (0)   | 4:7 | 3 |

### Финальный этап

#### Полуфинал
| 12 декабря 2015 года отчёт 17:00 MSK | Локомотив | 1 : 3 (24:26, 23:25, 27:25, 15:25) | Белогорье | СК «Янтарный», Калининград |

| Отчёт | Отчёт | Отчёт                                                                                    | Отчёт | Отчёт |
| --- | ----- | ---------------------------------------------------------------------------------------- | ----- | ----- |
| |       |                                                                                          |       |       |
| |       |                                                                                          |       |       |
| |       |                                                                                          |       |       |
| Земченок (19) Дивиш (18) Ковачевич (5) Самойленко (4) Савин (4) Вольвич (3) Бутько (3) Шульгин (0) Еремин (0) Янутов (л) |       | Мусэрский (21) Данилов (18) Ивович (11) Тетюхин (6) Антипкин (6) Смоляр (5) Красиков (2) |       |       |
| |       |                                                                                          |       |       |
| |       |                                                                                          |       |       |
| |       |                                                                                          |       |       |
| |       |                                                                                          |       |       |
| |       |                                                                                          |       |       |

Время матча - 1:58 (30+28+32+28).
Набранные очки - 89:101 (атака - 37:50, блок - 10:8, подача - 9:11, ошибки соперника - 33:32).

#### Матч за 3-е место
| 13 декабря 2015 года отчёт 17:00 MSK | Локомотив | 2 : 3 (25:21, 25:21, 18:25, 18:25, 16:18) | Динамо (М) | СК «Янтарный», Калининград Зрителей: 1000 |

| Отчёт | Отчёт | Отчёт | Отчёт | Отчёт |
| --- | ----- | --- | ----- | ----- |
| |       | |       |       |
| |       | |       |       |
| |       | |       |       |
| Самойленко (17) Савин (15) Дивиш (13) Земченок (11) Абросимов (11) Шульгин (2) Баннов (1) Еремин (1) Ковачевич (0) Петрушов (л) Янутов (л) |       | Зайцев (22) Маркин (14) Бережко (10) Круглов (9) Щербинин (7) Филиппов (7) Панков (5) Гранкин (3) Холт (2) Болдырев (1) |       |       |
| |       | |       |       |
| |       | |       |       |
| |       | |       |       |
| |       | |       |       |
| |       | |       |       |

Время матча - 2:11 (26+28+27+27+23).
Набранные очки - 102:110 (атака - 48:58, блок - 17:9, подача - 6:13, ошибки соперника - 31:30).

## Кубок Победы

### Предварительный этап
| 8 сентября 2015 года 19:00MSK | Локомотив | 1 : 3 (22:25, 22:25, 25:17, 22:25) | Дагестан | Дворец спорта имени Али Алиева, Каспийск |

| Отчёт | Отчёт | Отчёт | Отчёт | Отчёт |
| ----- | ----- | ----- | ----- | ----- |
|       |       |       |       |       |
|       |       |       |       |       |
|       |       |       |       |       |
|       |       |       |       |       |
|       |       |       |       |       |
|       |       |       |       |       |
|       |       |       |       |       |
|       |       |       |       |       |
|       |       |       |       |       |

| 9 сентября 2015 года 16:45MSK | Факел | 3 : 1 (27:25, 25:19, 21:25, 25:23) | Локомотив | Дворец спорта имени Али Алиева, Каспийск |

| Отчёт | Отчёт | Отчёт | Отчёт | Отчёт |
| ----- | ----- | ----- | ----- | ----- |
|       |       |       |       |       |
|       |       |       |       |       |
|       |       |       |       |       |
|       |       |       |       |       |
|       |       |       |       |       |
|       |       |       |       |       |
|       |       |       |       |       |
|       |       |       |       |       |
|       |       |       |       |       |

| 10 сентября 2015 года отчёт 14:30MSK | Локомотив | 1 : 3 (18:25, 25:15, 22:25, 19:25) | Енисей | Дворец спорта имени Али Алиева, Каспийск |

| Отчёт | Отчёт | Отчёт | Отчёт | Отчёт |
| --- | ----- | --- | ----- | ----- |
| |       | |       |       |
| |       | |       |       |
| |       | |       |       |
| Дивиш (17) Мороз (17) Ерёмин (16) Абросимов (6) Самойленко (5) Савин (1) Шульгин (1) Поздняков (1) Лукьяненко (0) Петрушов (л) |       | Воронков (12) Хилькевич (12) Дубровин (9) Мочалов (9) Безруких (7) Панычев (4) Диас (4) Комаров (3) Мысин (2) |       |       |
| |       | |       |       |
| |       | |       |       |
| |       | |       |       |
| |       | |       |       |
| |       | |       |       |

| 12 сентября 2015 года отчёт 14:30MSK | Локомотив | 3 : 1 (22:25, 25:17, 25:18, 25:21) | Прикамье | Дворец спорта имени Али Алиева, Каспийск |

| Отчёт | Отчёт | Отчёт | Отчёт | Отчёт |
| --- | ----- | --- | ----- | ----- |
| |       | |       |       |
| |       | |       |       |
| |       | |       |       |
| Мороз (20) Дивиш (16) Самойленко (11) Ерёмин (11) Абросимов (8) Савин (1) Шульгин (1) Лукьяненко (0) Петрушов (л) |       | Гливенко (12) Быковский (11) Буланов (9) Андреев (8) Панов (8) Семенихин (8) Таюрский (8) Остраховский (1) |       |       |
| |       | |       |       |
| |       | |       |       |
| |       | |       |       |
| |       | |       |       |
| |       | |       |       |

| 13 сентября 2015 года 16:45MSK | Локомотив | 3 : 0 (25:19, 25:17, 25:14) | Кристалл | Дворец спорта имени Али Алиева, Каспийск |

| Отчёт | Отчёт | Отчёт | Отчёт | Отчёт |
| ----- | ----- | ----- | ----- | ----- |
|       |       |       |       |       |
|       |       |       |       |       |
|       |       |       |       |       |
|       |       |       |       |       |
|       |       |       |       |       |
|       |       |       |       |       |
|       |       |       |       |       |
|       |       |       |       |       |
|       |       |       |       |       |

| 22 сентября 2015 года отчёт 16:45MSK | Локомотив | 2 : 3 (25:21, 25:23, 19:25, 19:25, 11:15) | Дагестан | Спорткомплекс ДТ ДИМ, Воронеж |

| Отчёт | Отчёт | Отчёт | Отчёт | Отчёт |
| --- | ----- | --- | ----- | ----- |
| |       | |       |       |
| |       | |       |       |
| |       | |       |       |
| Мороз (21) Савин (12) Ерёмин (9) Самойленко (8) Дивиш (7) Абросимов (7) Шульгин (2) Земченок (1) Поздняков (0) Абаев (0) Петрушов (л) |       | Джаватханов (23) Тарасов (15) Строев (14) Дрозд (13) Никишин (8) Никифоров (6) Красноперов (2) Багрей (2) Андрианов (1) |       |       |
| |       | |       |       |
| |       | |       |       |
| |       | |       |       |
| |       | |       |       |
| |       | |       |       |

| 23 сентября 2015 года отчёт 16:45MSK | Локомотив | 2 : 3 (25:20, 25:21, 19:25, 16:25, 13:15) | Факел | Спорткомплекс ДТ ДИМ, Воронеж |

| Отчёт | Отчёт | Отчёт                                                                                       | Отчёт | Отчёт |
| --- | ----- | ------------------------------------------------------------------------------------------- | ----- | ----- |
| |       |                                                                                             |       |       |
| |       |                                                                                             |       |       |
| |       |                                                                                             |       |       |
| Савин (22) Мороз (16) Дивиш (11) Абросимов (9) Белогорцев (5) Шульгин (4) Самойленко (3) Земченок (1) Ерёмин (0) Абаев (0) Борисенко (л) Петрушов (л) |       | Тюрин (23) Клюка (15) Лихошерстов (11) Шипотько (9) Тохташ (7) Колодинский (6) Алексеев (4) |       |       |
| |       |                                                                                             |       |       |
| |       |                                                                                             |       |       |
| |       |                                                                                             |       |       |
| |       |                                                                                             |       |       |
| |       |                                                                                             |       |       |

| 24 сентября 2015 года отчёт 16:45MSK | Локомотив | 3 : 2 (27:29, 25:17, 25:21, 22:25, 19:17) | Енисей | Спорткомплекс ДТ ДИМ, Воронеж |

| Отчёт | Отчёт | Отчёт | Отчёт | Отчёт |
| --- | ----- | --- | ----- | ----- |
| |       | |       |       |
| |       | |       |       |
| |       | |       |       |
| Мороз (22) Савин (20) Абросимов (18) Самойленко (10) Дивиш (7) Шульгин (4) Ерёмин (1) Абаев (0) Белогорцев (0) Земченок (0) Петрушов (л) |       | Мысин (15) Панычев (14) Дубровин (13) Мочалов (13) Воронков (7) Безруких (5) Диас (4) Хилькевич (3) Комаров (1) |       |       |
| |       | |       |       |
| |       | |       |       |
| |       | |       |       |
| |       | |       |       |
| |       | |       |       |

| 26 сентября 2015 года отчёт 14:30MSK | Локомотив | 1 : 3 (25:23, 20:25, 18:25, 18:25) | Прикамье | Спорткомплекс ДТ ДИМ, Воронеж |

| Отчёт | Отчёт | Отчёт                                                                  | Отчёт | Отчёт |
| --- | ----- | ---------------------------------------------------------------------- | ----- | ----- |
| |       |                                                                        |       |       |
| |       |                                                                        |       |       |
| |       |                                                                        |       |       |
| Мороз (12) Дивиш (11) Ерёмин (11) Савин (8) Самойленко (6) Шульгин (2) Земченок (1) Абросимов (1) Абаев (0) Белогорцев (0) Поздняков (0) Петрушов (л) Борисенко (л) |       | Гливенко (17) Буланов (17) Андреев (14) Быковский (8) Остраховский (7) |       |       |
| |       |                                                                        |       |       |
| |       |                                                                        |       |       |
| |       |                                                                        |       |       |
| |       |                                                                        |       |       |
| |       |                                                                        |       |       |

| 27 сентября 2015 года отчёт 14:00MSK | Локомотив | 3 : 0 (25:13, 25:16, 25:13) | Кристалл | Спорткомплекс ДТ ДИМ, Воронеж |

| Отчёт | Отчёт | Отчёт                                                                                        | Отчёт | Отчёт |
| --- | ----- | -------------------------------------------------------------------------------------------- | ----- | ----- |
| |       |                                                                                              |       |       |
| |       |                                                                                              |       |       |
| |       |                                                                                              |       |       |
| Мороз (17) Савин (14) Дивиш (9) Шульгин (5) Абросимов (5) Самойленко (3) Белогорцев (1) Земченок (1) Ерёмин (0) Петрушов (л) Борисенко (л) |       | Удрис (11) Коленковский (3) Еркин (3) Носов (2) Володин (2) Ожиганов (1) Гузь (1) Липатов(1) |       |       |
| |       |                                                                                              |       |       |
| |       |                                                                                              |       |       |
| |       |                                                                                              |       |       |
| |       |                                                                                              |       |       |
| |       |                                                                                              |       |       |

|                              | 1        | 2        | 3        | 4        | 5        | 6        | В (3:2) | П (2:3) | С/П   | О  |
| ---------------------------- | -------- | -------- | -------- | -------- | -------- | -------- | ------- | ------- | ----- | -- |
| 1. «Факел» (Новый Уренгой)   |          | 3:1, 0:3 | 3:1, 3:0 | 3:1, 3:2 | 3:1, 3:0 | 3:0, 3:0 | 9 (1)   | 1 (0)   | 27:9  | 26 |
| 2. «Енисей» (Красноярск)     | 1:3, 3:0 |          | 3:1, 3:0 | 3:1, 2:3 | 3:1, 2:3 | 3:0, 3:0 | 7 (0)   | 3 (2)   | 26:12 | 23 |
| 3. «Дагестан» (Махачкала)    | 1:3, 0:3 | 1:3, 0:3 |          | 3:1, 3:2 | 3:2, 3:0 | 3:1, 1:3 | 5 (2)   | 5 (0)   | 18:21 | 13 |
| 4. «Локомотив» (Новосибирск) | 1:3, 2:3 | 1:3, 3:2 | 1:3, 2:3 |          | 3:1, 1:3 | 3:0, 3:0 | 4 (1)   | 6 (2)   | 20:21 | 13 |
| 5. «Прикамье» (Пермь)        | 1:3, 0:3 | 1:3, 3:2 | 2:3, 0:3 | 1:3, 3:1 |          | 3:2, 3:1 | 4 (2)   | 6 (1)   | 17:24 | 11 |
| 6. «Кристалл» (Воронеж)      | 0:3, 0:3 | 0:3, 0:3 | 1:3, 3:1 | 0:3, 0:3 | 2:3, 1:3 |          | 1 (0)   | 9 (1)   | 7:28  | 4  |

### Полуфинальный этап
| 5 октября 2015 года отчёт 12:30MSK | Локомотив | 3 : 0 (25:13, 25:16, 25:13) | НОВА | Дом спорта им. Михаила Дворкина, Красноярск Зрителей: 100 |

| Отчёт | Отчёт | Отчёт | Отчёт | Отчёт |
| --- | ----- | --- | ----- | ----- |
| |       | |       |       |
| |       | |       |       |
| |       | |       |       |
| Дивиш (17) Мороз (15) Ерёмин (12) Абросимов (9) Самойленко (7) Бутько (2) Земченок (1) Петрушов (л) Янутов (л) |       | Якимов (17) Съемщиков (9) Козицын (7) Макаренко (5) Леонтьев (3) Коннов (2) Подребинкин (1) Стрильчук (1) Довгань (1) |       |       |
| |       | |       |       |
| |       | |       |       |
| |       | |       |       |
| |       | |       |       |
| |       | |       |       |

| 6 октября 2015 года отчёт 12:30MSK | Локомотив | 0 : 3 (20:25, 17:25, 18:25) | Газпром-Югра | Дом спорта им. Михаила Дворкина, Красноярск Зрителей: 100 |

| Отчёт | Отчёт | Отчёт                                                                | Отчёт | Отчёт |
| --- | ----- | -------------------------------------------------------------------- | ----- | ----- |
| |       |                                                                      |       |       |
| |       |                                                                      |       |       |
| |       |                                                                      |       |       |
| Дивиш (10) Самойленко (8) Мороз (6) Ерёмин (6) Бутько (4) Белогорцев (2) Шульгин (1) Земченок (1) Абросимов (0) Поздняков (0) Петрушов (л) Янутов (л) |       | Бакун (19) Сафонов (9) Родичев (7) Аскеров (6) Гетман (5) Зайцев (1) |       |       |
| |       |                                                                      |       |       |
| |       |                                                                      |       |       |
| |       |                                                                      |       |       |
| |       |                                                                      |       |       |
| |       |                                                                      |       |       |

| 7 октября 2015 года отчёт 15:00MSK | Локомотив | 0 : 3 (21:25, 22:25, 23:25) | Енисей | Дом спорта им. Михаила Дворкина, Красноярск Зрителей: 1000 |

| Отчёт | Отчёт | Отчёт                                                                                | Отчёт | Отчёт |
| --- | ----- | ------------------------------------------------------------------------------------ | ----- | ----- |
| |       |                                                                                      |       |       |
| |       |                                                                                      |       |       |
| |       |                                                                                      |       |       |
| Мороз (16) Дивиш (10) Ерёмин (9) Самойленко (4) Белогорцев (1) Шульгин (0) Земченок (0) Бутько (0) Абросимов (0) Поздняков (0) Петрушов (л) Янутов (л) |       | Мысин (20) Мочалов (10) Хилькевич (9) Панычев (7) Дубровин (6) Диас (3) Безруких (1) |       |       |
| |       |                                                                                      |       |       |
| |       |                                                                                      |       |       |
| |       |                                                                                      |       |       |
| |       |                                                                                      |       |       |
| |       |                                                                                      |       |       |

|                              | 1   | 2   | 3   | 4   | В (3:2) | П (2:3) | С/П | О |
| ---------------------------- | --- | --- | --- | --- | ------- | ------- | --- | - |
| 1. «Енисей» (Красноярск)     |     | 3:0 | 3:0 | 3:0 | 3 (0)   | 0 (0)   | 9:0 | 9 |
| 2. «Газпром-Югра» (Сургут)   | 0:3 |     | 3:0 | 1:3 | 1 (0)   | 2 (0)   | 4:6 | 3 |
| 3. «Локомотив» (Новосибирск) | 0:3 | 0:3 |     | 3:0 | 1 (0)   | 2 (0)   | 3:6 | 3 |
| 4. «НОВА» (Новокуйбышевск)   | 0:3 | 3:1 | 0:3 |     | 1 (0)   | 2 (0)   | 3:7 | 3 |

## Кубок Сибири и Дальнего Востока
Финальный турнир Кубка Сибири и Дальнего Востока проходил в Новосибирске и Кемерово с 26 по 31 октября 2015 года, за почетный трофей боролось шесть команд. Обладателем Кубка в десятый раз стал «Локомотив». 

### Группа А
Локомотив — Факел — 0 : 3 (23:25, 23:25, 23:25)
Локомотив — Енисей — 3 : 0 (25:15, 25:21, 25:23)
|              | 1   | 2   | 3   | В (3:2) | П (2:3) | С/П | О |
| ------------ | --- | --- | --- | ------- | ------- | --- | - |
| 1. Факел     |     | 3:0 | 3:2 | 2 (1)   | 0 (0)   | 6:2 | 5 |
| 2. Локомотив | 0:3 |     | 3:0 | 1 (0)   | 1 (0)   | 3:3 | 3 |
| 3. Енисей    | 2:3 | 0:3 |     | 0 (0)   | 2 (1)   | 2:6 | 1 |

### 1/2 финала
Локомотив — Кузбасс — 3 : 1 (14:25, 25:22, 25:18, 25:23)

### ФИНАЛ
| 31 октября 2015 года отчёт 16:00MSK | Локомотив | 3 : 1 (25:17, 25:27, 25:21, 25:17) | Факел | СКК «Север», Новосибирск Зрителей: 1000 |

| Отчёт | Отчёт | Отчёт                                                                                                 | Отчёт | Отчёт |
| --- | ----- | --- | ----- | ----- |
| |       | |       |       |
| |       | |       |       |
| |       | |       |       |
| Савин (25) Мороз (18) Дивиш (13) Вольвич (9) Самойленко (9) Бутько (2) Земченок (0) Ерёмин (0) Петрушов (л) Янутов (л) |       | Власов (11) Волков (10) Тюрин (9) Шипотько (7) Клюка (6) Лихошерстов (5) Колодинский (3) Безруков (1) |       |       |
| |       | |       |       |
| |       | |       |       |
| |       | |       |       |
| |       | |       |       |
| |       | |       |       |

## Состав
| №  | Имя                 | Поз          | И  | Очк | Подача | Эф. приём | Атака | Блок | Ошиб | Примечание   |
| -- | ------------------- | ------------ | -- | --- | ------ | --------- | ----- | ---- | ---- | ------------ |
| 4  | Артем Вольвич       | Блокирующий  | 26 | 260 | 31     |           | 148   | 81   | 64   |              |
| 13 | Алексей Самойленко  | Блокирующий  | 25 | 173 | 22     | 14%       | 108   | 43   | 43   |              |
| 14 | Александр Абросимов | Блокирующий  | 3  | 3   | 1      |           | 2     |      | 2    | ушёл 02.2016 |
| 8  | Павел Мороз         | Диагональный | 4  | 56  | 2      |           | 47    | 7    | 28   |              |
| 11 | Денис Земчёнок      | Диагональный | 26 | 261 | 19     | 9%        | 210   | 32   | 99   |              |
| 1  | Сергей Савин        | Доигровщик   | 18 | 198 | 13     | 20%       | 161   | 24   | 117  |              |
| 2  | Лукаш Дивиш         | Доигровщик   | 26 | 327 | 25     | 27%       | 279   | 23   | 164  |              |
| 5  | Евгений Баннов      | Доигровщик   | 17 | 16  | 1      |           | 12    | 3    | 8    |              |
| 3  | Максим Белогорцев   | Блокирующий  | 3  | 8   | 2      |           | 4     | 2    | 5    |              |
| 9  | Никола Ковачевич    | Доигровщик   | 13 | 92  | 11     | 18%       | 73    | 8    | 53   |              |
| 19 | Станислав Еремин    | Доигровщик   | 21 | 61  | 7      | 26%       | 45    | 9    | 30   |              |
| 6  | Константин Абаев    | Связующий    | 3  | 1   |        |           | 1     |      | 1    |              |
| 10 | Максим Шульгин      | Связующий    | 15 | 24  | 7      |           | 6     | 11   | 13   |              |
| 12 | Александр Бутько    | Связующий    | 7  | 17  | 12     |           | 2     | 3    | 12   | ушёл 02.2016 |
| 18 | Иван Лукьяненко     | Связующий    | 16 | 27  | 16     |           | 3     | 8    | 26   |              |
| 7  | Александр Янутов    | Либеро       | 26 |     |        | 25%       |       |      | 29   |              |
| 16 | Илья Петрушов       | Либеро       | 8  |     |        | 10%       |       |      | 8    |              |

Генеральный директор — Роман Станиславов
Главный тренер — Андрей Воронков
Тренеры — Евгений Митьков, Константин Сиденко

## Локомотив-ЦИВС
Дублёры «Локомотива» выступают в Молодежной лиге чемпионата России.

### Предварительный этап
| Дата     | Место проведения | Команда противника | Счёт                                      |
| -------- | ---------------- | ------------------ | ----------------------------------------- |
| 30.09.15 | Казань           | Нижний Новгород    | 3 : 0 (25:14, 25:17, 25:16)               |
| 01.10.15 | Казань           | Зенит-УОР          | 2 : 3 (21:25, 25:21, 20:25, 27:25, 14:16) |
| 02.10.15 | Казань           | Нижний Новгород    | 3 : 0 (25:23, 25:19, 25:21)               |
| 03.10.15 | Казань           | Зенит-УОР          | 3 : 1 (25:20, 25:17, 19:25, 25:15)        |
| 30.10.15 | Новосибирск      | Кузбасс-2          | 3 : 0 (25:21, 30:28, 25:19)               |
| 31.10.15 | Новосибирск      | Кузбасс-2          | 3 : 2 (19:25, 26:28, 27:25, 25:16, 15:11) |
| 26.11.15 | Кемерово         | Нефтяник-2         | 3 : 1 (25:20, 18:25, 25:16, 29:27)        |
| 27.11.15 | Кемерово         | Беркуты Урала      | 2 : 3 (19:25, 25:22, 21:25, 25:22, 9:15)  |
| 28.11.15 | Кемерово         | Нефтяник-2         | 3 : 1 (25:15, 25:22, 25:13)               |
| 29.11.15 | Кемерово         | Беркуты Урала      | 0 : 3 (13:25, 21:25, 20:25)               |
| 24.12.15 | Анапа            | Нова-2             | 3 : 0 (25:14, 25:18, 25:22)               |
| 25.12.15 | Анапа            | Динамо-КубГТУ      | 3 : 1 (25:22, 16:25, 25:20, 25:19)        |
| 26.12.15 | Анапа            | Нова-2             | 3 : 0 (25:20, 25:20, 25:10)               |
| 27.12.15 | Анапа            | Динамо-КубГТУ      | 3 : 0 (25:19, 25:14, 25:21)               |
| 09.01.16 | Новосибирск      | Факел              | 3 : 0 (26:24, 25:13, 25:23)               |
| 10.01.16 | Новосибирск      | Енисей-2           | 1 : 3 (22:25, 25:20, 18:25, 18:25)        |
| 11.01.16 | Новосибирск      | Факел              | 3 : 2 (25:27, 25:13, 25:21, 18:25, 15:9)  |
| 12.01.16 | Новосибирск      | Енисей-2           | 3 : 0 (25:21, 25:19, 25:23)               |
| 21.01.16 | Москва           | Белогорье-2        | 3 : 1 (23:25, 25:14, 25:20, 26:24)        |
| 22.01.16 | Москва           | Динамо-Олимп       | 0 : 3 (16:25, 17:25, 20:25)               |
| 23.01.16 | Москва           | Белогорье-2        | 3 : 0 (25:14, 25:20, 25:19)               |
| 24.01.16 | Москва           | Динамо-Олимп       | 1 : 3 (16:25, 25:21, 16:25, 27:29)        |
| 02.02.16 | Кемерово         | Университет        | 0 : 3 (23:25, 15:25, 19:25)               |
| 03.02.16 | Кемерово         | Звезда Югры        | 3 : 1 (25:16, 25:27, 25:22, 25:23)        |
| 04.02.16 | Кемерово         | Университет        | 2 : 3 (25:23, 9:25, 20:25, 25:20, 10:15)  |
| 05.02.16 | Кемерово         | Звезда Югры        | 3 : 0 (25:19, 25:22, 25:23)               |

|                                         | И  | В (3:2) | П (2:3) | С/П   | О  |
| --------------------------------------- | -- | ------- | ------- | ----- | -- |
| 1. «Динамо-Олимп» (Москва)              | 26 | 23 (2)  | 3 (2)   | 74:16 | 69 |
| 2. «Университет» (Нижневартовск)        | 26 | 24 (5)  | 2 (1)   | 74:22 | 68 |
| 3. «Енисей-2» (Красноярск)              | 26 | 20 (3)  | 6 (1)   | 64:28 | 58 |
| 4. «Локомотив-ЦИВС» (Новосибирск)       | 26 | 18 (2)  | 8 (3)   | 62:33 | 55 |
| 5. «Звезда Югры» (Сургут)               | 26 | 17 (2)  | 9 (5)   | 64:35 | 54 |
| 6. «Беркуты Урала» (Уфа)                | 26 | 19 (5)  | 7 (1)   | 61:33 | 53 |
| 7. «Кузбасс-2» (Кемерово)               | 26 | 13 (2)  | 13 (6)  | 53:47 | 43 |
| 8. «Зенит-УОР» (Казань)                 | 26 | 14 (4)  | 12      | 48:45 | 38 |
| 9. «Факел» (Новый Уренгой)              | 26 | 11      | 15 (2)  | 41:51 | 35 |
| 10. «Белогорье-2» (Белгород)            | 26 | 6 (2)   | 20 (5)  | 34:67 | 21 |
| 11. «Динамо-КубГТУ» (Краснодар)         | 26 | 6 (2)   | 20 (3)  | 29:65 | 19 |
| 12. «Нижний Новгород» (Нижний Новгород) | 26 | 4       | 22 (3)  | 20:67 | 15 |
| 13. «Нефтяник-2» (Оренбург)             | 26 | 5 (3)   | 21 (1)  | 20:70 | 13 |
| 14. «Нова-2» (Новокуйбышевск)           | 26 | 2 (1)   | 24      | 10:75 | 5  |

### Финал за 1-6 места
| Дата     | Место проведения | Команда противника | Счёт                                      |
| -------- | ---------------- | ------------------ | ----------------------------------------- |
| 26.02.16 | Нижневартовск    | Енисей-2           | 2 : 3 (25:21, 21:25, 22:25, 25:14, 12:15) |
| 27.02.16 | Нижневартовск    | Беркуты Урала      | 3 : 0 (25:22, 25:23, 25:20)               |
| 29.02.16 | Нижневартовск    | Звезда Югры        | 3 : 0 (25:19, 25:22, 26:24)               |
| 01.03.16 | Нижневартовск    | Динамо-Олимп       | 0 : 3 (17:25, 22:25, 16:25)               |
| 02.03.16 | Нижневартовск    | Университет        | 0 : 3 (23:25, 24:26, 25:27)               |
| 08.04.16 | Москва           | Енисей-2           | 3 : 0 (25:20, 25:20, 25:22)               |
| 09.04.16 | Москва           | Динамо-Олимп       | 2 : 3 (23:25, 26:24, 25:23, 23:25, 9:15)  |
| 10.04.16 | Москва           | Университет        | 0 : 3 (21:25, 18:25, 21:25)               |
| 12.04.16 | Москва           | Беркуты Урала      | 2 : 3 (18:25, 25:14, 25:27, 25:17, 11:15) |
| 13.04.16 | Москва           | Звезда Югры        | 3 : 0 (25:23, 25:20, 25:22)               |

|                                   | И  | В (3:2) | П (2:3) | С/П   | О  |
| --------------------------------- | -- | ------- | ------- | ----- | -- |
| 1. «Университет» (Нижневартовск)  | 10 | 8       | 2       | 25:9  | 24 |
| 2. «Динамо-Олимп» (Москва)        | 10 | 8 (1)   | 2       | 25:10 | 23 |
| 3. «Енисей-2» (Красноярск)        | 10 | 6 (1)   | 4       | 19:17 | 17 |
| 4. «Локомотив-ЦИВС» (Новосибирск) | 10 | 4       | 6 (3)   | 18:18 | 15 |
| 5. «Беркуты Урала» (Уфа)          | 10 | 3 (1)   | 7 (1)   | 14:24 | 9  |
| 6. «Звезда Югры» (Сургут)         | 10 | 1 (1)   | 9       | 6:29  | 2  |

### Состав
| Имя                  | Поз          | Год рождения |
| -------------------- | ------------ | ------------ |
| Артем Борисенко      | Либеро       | 1998         |
| Сергей Бондарев      | Либеро       | 1998         |
| Денис Голубев        | Либеро       | 2000         |
| Владислав Гендлер    | Блокирующий  | 1999         |
| Марк Хмелинский      | Блокирующий  | 1999         |
| Денис Подколзин      | Блокирующий  | 1998         |
| Евгений Баннов       | Доигровщик   | 1994         |
| Савелий Поздняков    | Доигровщик   | 1998         |
| Евгений Волков       | Доигровщик   | 1997         |
| Дмитрий Лызик        | Доигровщик   | 2000         |
| Данила Станиславов   | Доигровщик   | 1997         |
| Михаил Колесников    | Доигровщик   | 1997         |
| Владислав Спиридонов | Доигровщик   | 1999         |
| Илья Казаченков      | Доигровщик   | 2001         |
| Константин Абаев     | Связующий    | 1999         |
| Иван Лукьяненко      | Связующий    | 1996         |
| Егор Скачков         | Связующий    | 1999         |
| Матвей Елизаров      | Связующий    | 1998         |
| Кирилл Клец          | Диагональный | 1998         |
| Борис Лужецкий       | Диагональный | 1998         |

Главный тренер — Андрей Петров